# Кампи, Галеаццо
Галеаццо Кампи (итал. Galeazzo Campi; 1477, Кремона, Ломбардия — 1536, Кремона}}) — живописец Итальянского Возрождения ломбардской школы. Родоначальник большой художественной семьи.

## Семья художников Кампи
Галеаццо Кампи был потомственным художником из Кремоны на севере Италии (регион Ломбардия). Он был учителем трёх сыновей, которые также стали художниками. Наиболее известен Джулио Кампи (1502—1572). Второй сын — Антонио (ок. 1525—1578) стал архитектором, живописцем и скульптором. Младшим сыном Галеаццо был Винченцо Кампи (1536—1591), живописец-маньерист. Из этой семьи известен также Бернардино Кампи (1522—1591), родственник Джулио, живописец-маньерист, и ещё много других художников.

## Биография Галеаццо Кампи
Галеаццо Кампи был учеником живописца Бокаччо Бокаччини. Известно также, что Галеаццо вместе с братом Себастьяно внёс свой вклад в росписи церкви Сант-Аббондио и Дуомо (Собор) Кремоны. В его пейзажной живописи заметно влияние Пьетро Перуджино и Джованни Беллини.
Самыми известными произведениями Галеццо Кампи являются картины «Воскрешение Лазаря» (1515), алтарный образ Марии Магдалины (совместная работа с Томмазо де Алени), «Мадонна с Младенцем, святыми Бьяджо (Власием) и Антонио», а также: «Мадонна с Младенцем, святыми Джованни, Розой и Христофором» (1518), «Мадонна с Младенцем и святыми» (1519). Портрет художника работы его сына Джулио Кампи находится в галерее Уффици во Флоренции. Историки искусства полагают, что Галеаццо изображён на картине своего сына Джулио Кампи «Игра в шахматы» (1530—1532).
Среди его учеников был Лоренцо Бечи (Lorenzo Beci).

## Галерея
- Mадонна делла Мизерикордия (Милосердия; возможно, портрет Чечилии Галлерани). Нач. XVI века. Дерево, масло. Алтарь церкви Сан-Джованни-ин-Кроче, Кремона
- Мадонна с Младенцем. 1494. Дерево, масло. Музей Фицуильяма, Кембридж
- Портрет молодого Христа. Между 1510 и 1515. Дерево, масло. Бруклинский музей, Нью-Йорк
- Мадонна с Младенцем и святыми: младенцем Иоанном Крестителем, Христофором, Екатериной Сиенской и Домеником. Ок. 1500. Дерево, масло. Музей Ала Понцоне, Кремона